# Pedro Luis de Brasil
Pedro Luis de Brasil (nacido: Pedro Luis María José Miguel Gabriel Rafael Gonzaga; Río de Janeiro, 12 de enero de 1983 - Océano Atlántico, 1 de junio de 2009) fue cuarto en la línea de sucesión al trono de Brasil hasta su muerte en 2009. Hijo del príncipe Antonio de Orleans Braganza y la princesa Cristina de Ligne, desde niño, Don Pedro Luis participó en Encuentros Monárquicos y eventos relacionados, viajando por todo Brasil para conocer a fondo el país y entrar en contacto con brasileños de diferentes orígenes y pensamientos, además de representar a la Familia Imperial Brasileña en importantes ocasiones en el exterior. Trabajó en uno de los bancos más importantes de Europa, con sede en Luxemburgo, donde residía y reinaba su tío, el gran duque Enrique de Luxemburgo, primo hermano de su madre.
El príncipe Don Pedro Luis fue presidente honorario de la Juventude Monarquica Brasileira desde 1999. Se graduó en Administración de Empresas en IBMEC en Río de Janeiro, trabajó en un banco en Brasil y se mudó a Luxemburgo. Además, obtuvo un posgrado en Economía de la Fundação Getúlio Vargas. Murió en el accidente que sufrió el Vuelo 447 de Air France.